# Cheiracanthium simplex
Cheiracanthium simplex is een spinnensoort uit de familie Cheiracanthiidae.
De wetenschappelijke naam van de soort werd in 1899 gepubliceerd door Tord Tamerlan Teodor Thorell.